# 2-fluorethanol
2-fluorethanol je organická sloučenina, fluorovaný derivát ethanolu a nejjednodušší fluorhydrin a také jeden z nejjednodušších stabilních fluorovaných alkoholů. Používá se jako rodenticid, insekticid a akaricid. Vzhledem k tomu, že se snadno oxiduje na kyselinu fluoroctovou, tak je značně toxický, více než difluor- a trifluorethanol.